# ニチナビ!
『ニチナビ！』は、2015年4月5日から2021年3月28日まで山陰放送 (BSS) ラジオで放送されていたラジオ番組。放送時間は毎週日曜 9:30 - 9:55（日本標準時）。

## パーソナリティ
高木啓一を除き、いずれも山陰放送のアナウンサー（後に離職した人物も含む）。
- 板井文昭
- 宇田川修一
- 大田祐樹
- 中島早也佳
- 高木啓一
- 木野村尚子
- 桑本充悦
- 森谷佳奈
- 山田弥希寿[1]
- 森田初実